# Leonid Pasternak
Pour les articles homonymes, voir Pasternak.
Leonid Ossipovitch Pasternak (en russe : Леонид Осипович Пастернак, ISO 9 : Leonid Osipovič Pasternak), né le 22 mars 1862 (3 avril dans le calendrier grégorien) à Odessa et mort le 31 mai 1945 à Oxford, est un peintre post-impressionniste russe.
Il est le père de Boris et d'Alexander Pasternak.

## Biographie
Léonid Pasternak nait à Odessa dans une famille juive de cinq enfants. Son père est hôtelier. Tôt, le jeune garçon développe un goût prononcé pour le dessin, incompris au début de sa famille. De 1878 à 1881, il étudie dans une école de dessin d'Odessa puis entre à la faculté de médecine de l'université de Moscou. De 1883 à 1885, il étudie à la faculté de Droit de l'université de Nouvelle Russie à Odessa.
Parallèlement, Pasternak se consacre au dessin et à l'étude de la peinture. Il fréquente en 1882 l'atelier d'Evgraf Sorokine et plus tard prend des cours d'eau-forte avec Ivan Chichkine. Puis, au milieu des années 1880, il part pour Munich, dans le royaume de Bavière, à l'académie des beaux-arts. Il étudie avec Ludwig von Herterich et Sándor Liezen-Mayer.
Le collectionneur Pavel Tretiakov lui achète son tableau Lettre de la maison pour sa Galerie Tretiakov, et Pasternak décide alors de déménager à Moscou. En 1889, il se marie avec Rosalie Isidorovna Kaufmann.
Il participe aux expositions des peintres ambulants et devient membre de l'union artistique Mir iskousstva (Le monde de l'art). Il enseigne ensuite à l'académie de peinture de Moscou.
Après les années de chaos de la Révolution, Pasternak obtient la permission de se faire soigner en Allemagne. Il part avec sa femme et ses filles, en 1921, pour Munich et ne retournera jamais en Russie.
En exil, il fait les portraits de Sergueï Eisenstein, de Rainer Maria Rilke, de D. Osborne[Qui ?]. Il se rend en Palestine en 1924.
Pendant la montée des périls, à l'époque du Troisième Reich, il émigre à Londres, avec sa famille, en 1938, où sa femme meurt l'année suivante.
Il meurt à Oxford, le 31 mai 1945, quelques semaines après la fin de la Seconde Guerre mondiale.

## Œuvres

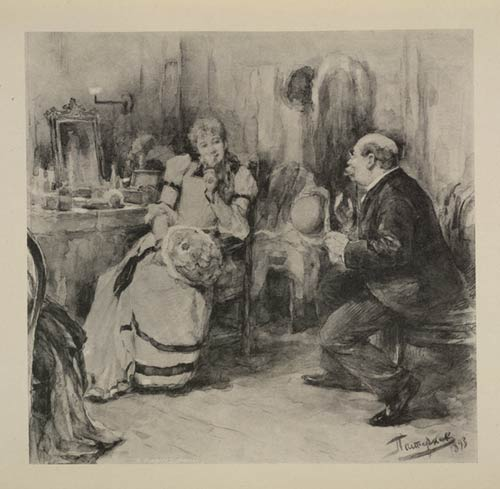
Au boudoir. 1893
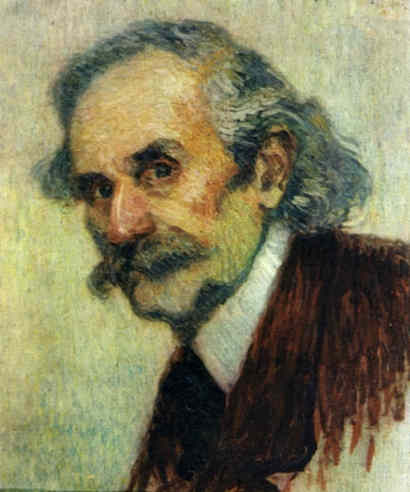
Le chef d'orchestre V. Souk. 1898
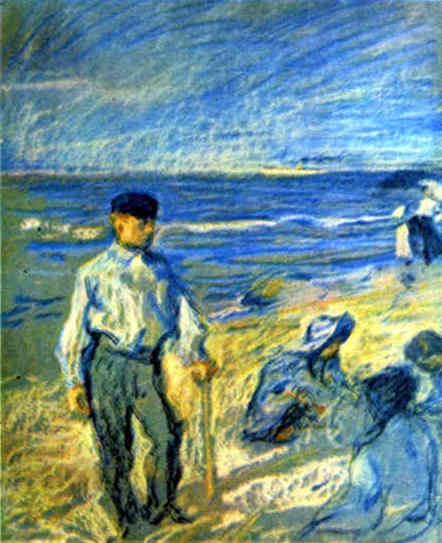
Île Rügen, 1906
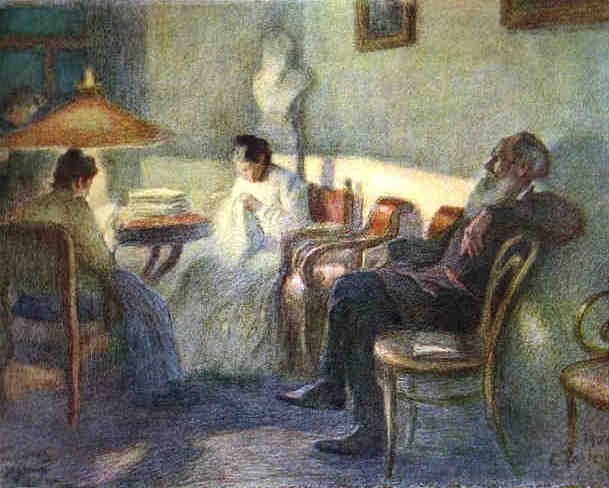
Sous la lampe. (Léon Tolstoï dans le cercle de famille). 1902
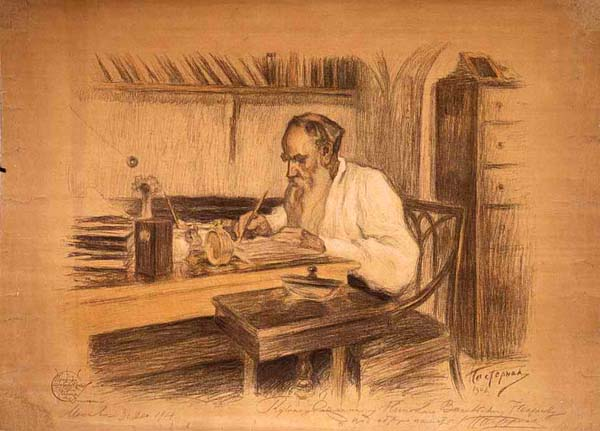
Léon Tolstoï, 1908
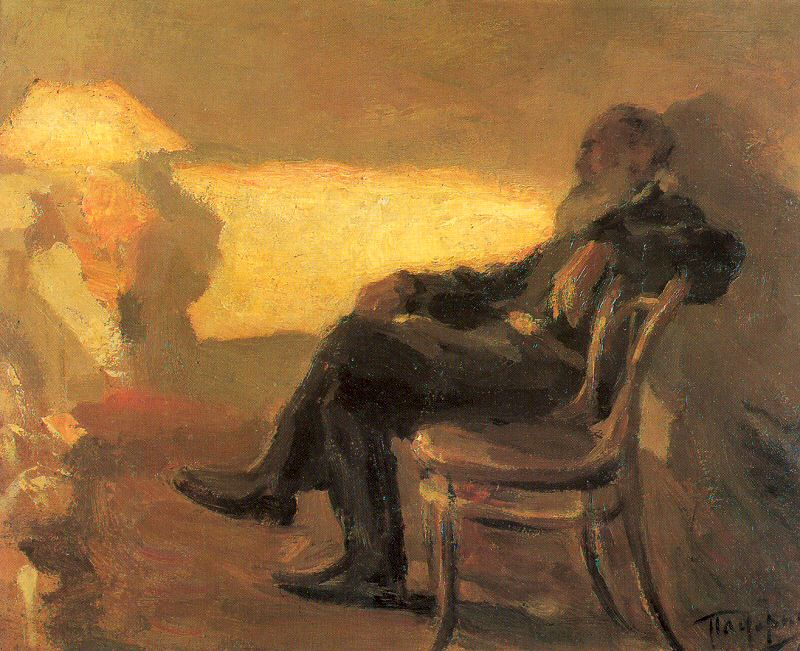
Léon Tolstoï
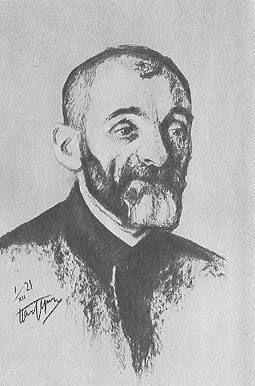
Léon Chestov, 1910
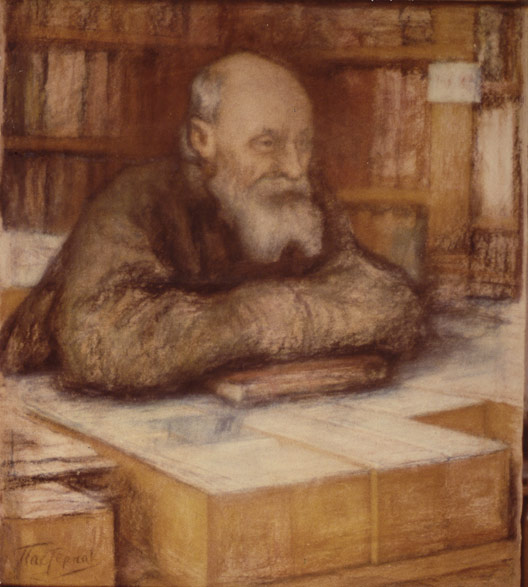
Nikolaï Fiodorov
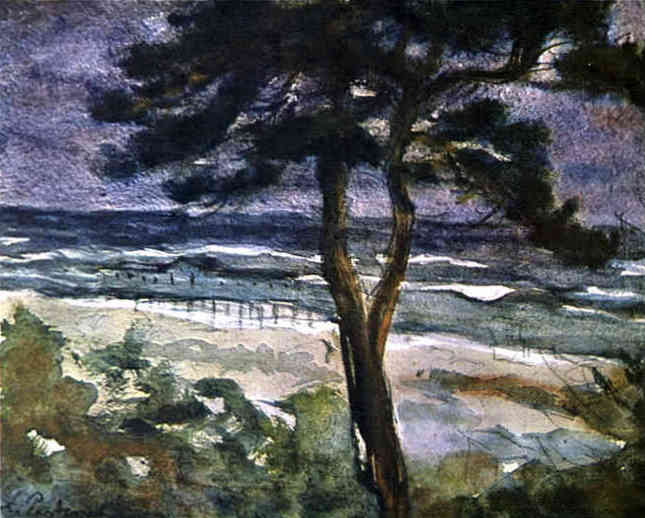
Paysage maritime avec des pins. 1910
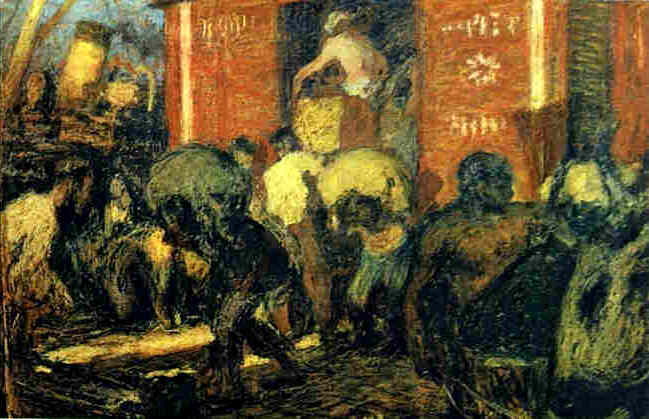
Le déchargement du wagon. Odessa Port. 1911
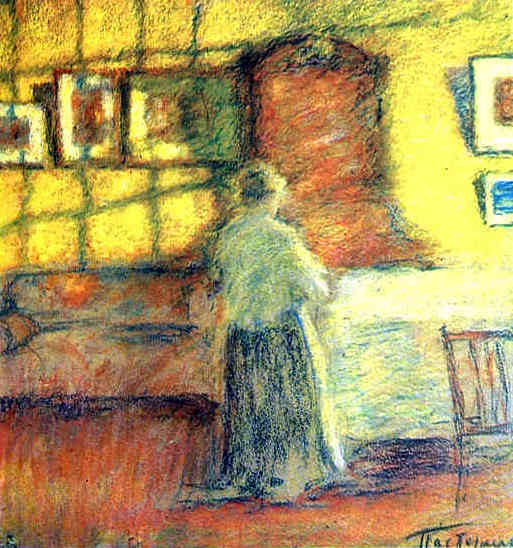
Rayon de soleil
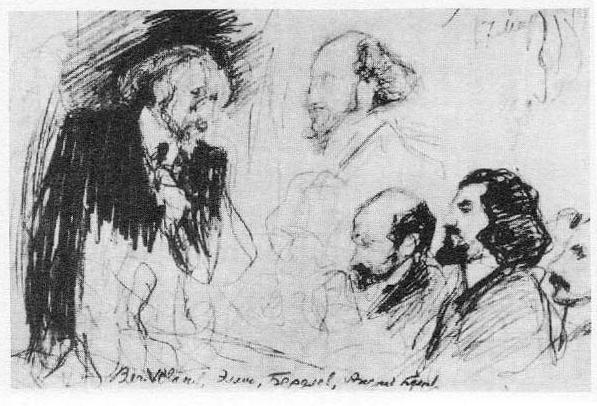
Viatcheslav Ivanov, Lev Kobilinsky-Ellis, Nicolas Berdiaev (debout) et Andreï Biély
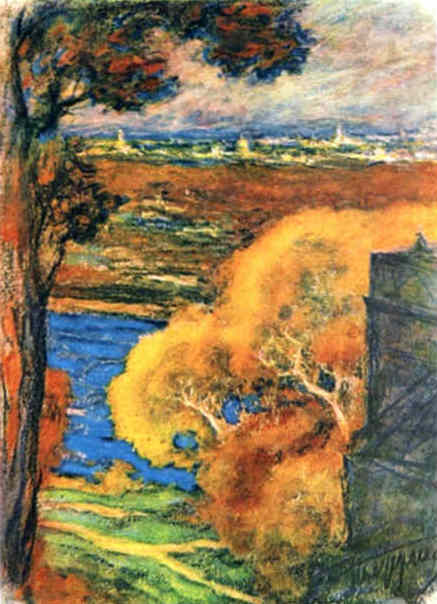
Automne doré. (Les montagnes Vorobyovy à Moscou).
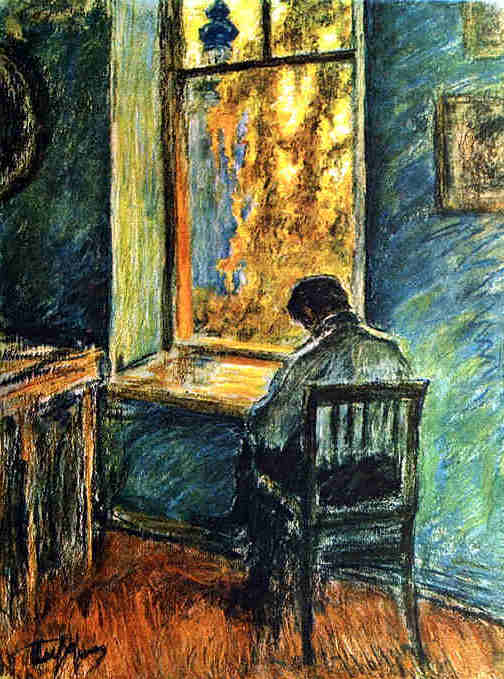
A la fenêtre. Automne. 1913
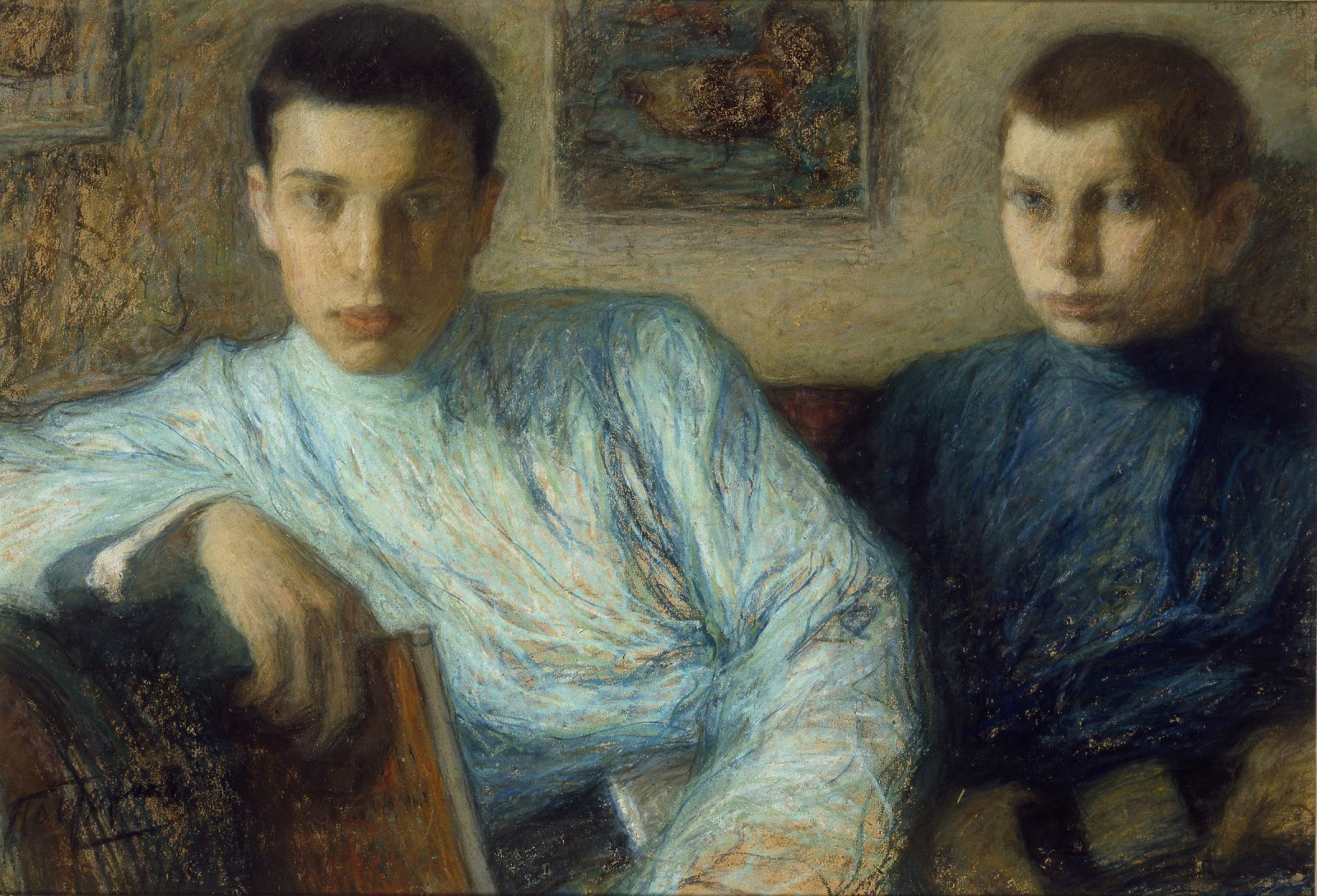
Les fils de l'auteur, Boris et Alexandre
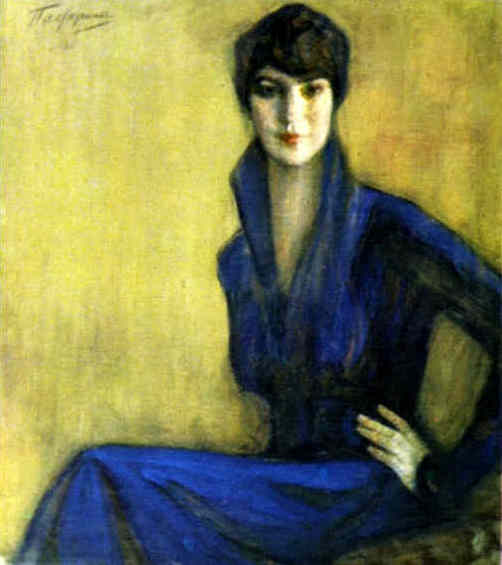
E. Levina 1916
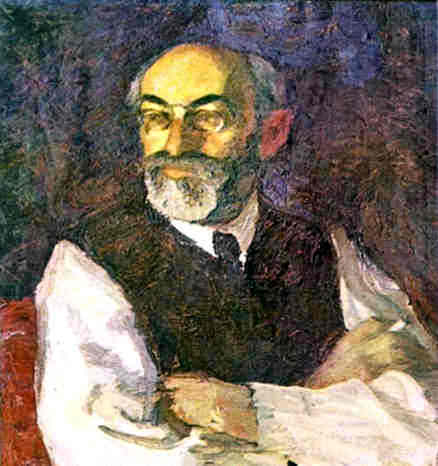
Mikhaïl Herschensohn, 1917
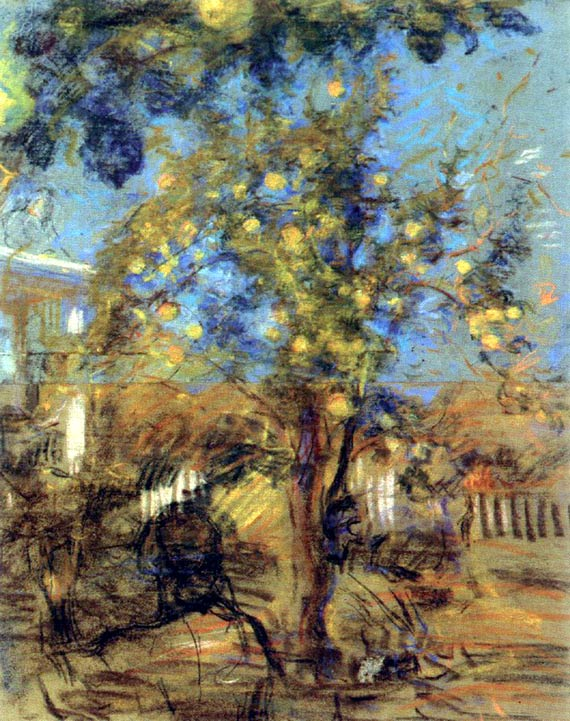
Récolte de pommes, 1918
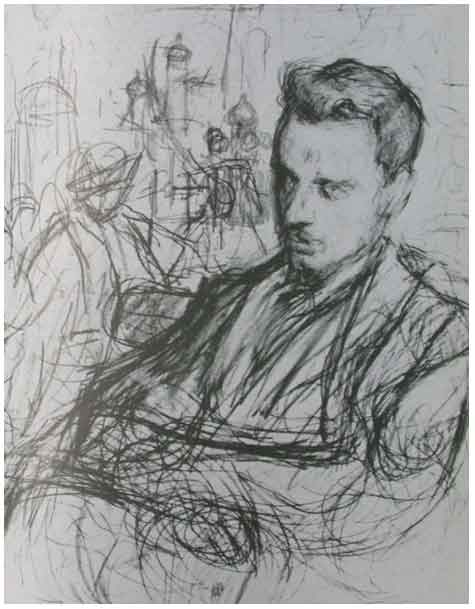
Rainer Maria Rilke